# Jerzy Martynów

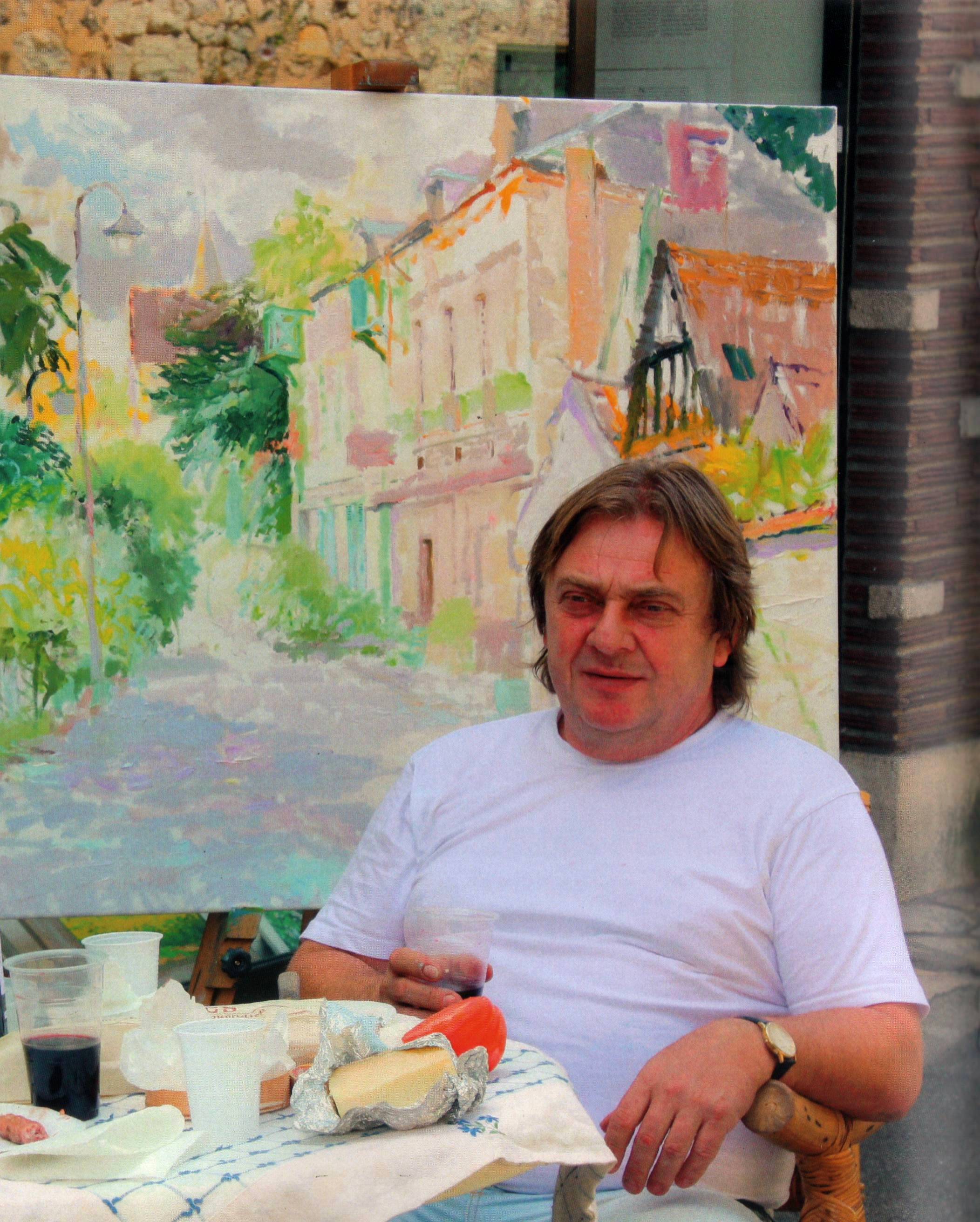

Jerzy Martynów (ur. 1956 w Tarnowie, zm. 20 grudnia 2024 tamże) – polski malarz, rzeźbiarz, architekt wnętrz i pedagog.

## Życiorys
Urodził się w 1956 roku w Tarnowie. Był absolwentem Państwowego Liceum Sztuk Plastycznych w Tarnowie. W latach 1980–1985 studiował na Akademii Sztuk Pięknych w Krakowie, na Wydziale Malarstwa i Architektury Wnętrz. Dyplom uzyskał w pracowni prof. Włodzimierza Buczka w 1985 roku.
Po studiach powrócił do Tarnowa, gdzie prowadził aktywną działalność artystyczną. Był założycielem tarnowskiej grupy plastycznej "Grupa TA". W latach 1989–1991 uczył malarstwa, geometrii wykreślnej i projektowania perspektywicznego w Liceum Sztuk Plastycznych w Tarnowie.
Zmarł 20 grudnia 2024 roku. Uroczystości pogrzebowe odbyły się 28 grudnia w kościele Księży Filipinów w Tarnowie, a artysta został pochowany na Cmentarzu Komunalnym w Krzyżu.

## Twórczość
Jerzy Martynów był artystą wszechstronnym, uprawiał malarstwo, rzeźbę, grafikę użytkową, architekturę wnętrz oraz tworzył małe formy architektoniczne.

### Malarstwo
W swojej twórczości malarskiej nawiązywał do tradycji koloryzmu (kapizmu). Jak sam określał, czuł się kontynuatorem tego nurtu. Jego prace, głównie pejzaże, portrety i martwe natury, cechuje bogata kolorystyka i gra światła. Malował w technice olejnej, akrylowej, a także tworzył akwarele. Inspiracje czerpał z natury oraz z licznych podróży, m.in. do Francji i Włoch.

### Rzeźba i architektura
Poza malarstwem, Martynów zajmował się również rzeźbą. W jego dorobku znajdują się także liczne realizacje z zakresu architektury wnętrz, które projektował m.in. w Tarnowie, Krakowie, Zakopanem, Warszawie, Gdańsku, a także za granicą we Frankfurcie i Paryżu.

## Wystawy
Artysta zorganizował ponad 50 wystaw indywidualnych i brał udział w ponad 200 wystawach zbiorowych w kraju i za granicą, m.in. we Francji, Danii, Niemczech, Kanadzie, Belgii, Japonii i Chinach.
Wybrane wystawy indywidualne:
- "Malując swój czas", Galeria „Piwnica pod Trójką”, Tarnów (2019)[9]
- Wystawa malarstwa w Galerii "U Jaksy", Miechów (2015)[10]

Wystawy zbiorowe:
- "3x Martynów" (wspólnie z bratem Pawłem i synem Michałem), Muzeum Okręgowe w Tarnowie (2021)[11]

## Życie prywatne
Jego brat Paweł i syn Michał, również są artystami malarzami.